# Stabilita
Stabilita je schopnost dané soustavy vrátit se po vychýlení do rovnovážného stavu. Soustavou může být mechanický, fyzikálně-chemický, biologický či biochemický (viz Biologická stabilita), biologicko-ekologický nebo společenský systém.

## Stabilita mechanické soustavy
Veličinou udávající míru stability (stálosti rovnovážné polohy) mechanické soustavy (někdy zkráceně nazývanou stabilita) je rozdíl potenciální energie tělesa mezi vratkou a stálou rovnovážnou polohou, neboli minimální množství práce, které je třeba vykonat, aby se soustava ze stálé rovnovážné polohy dostala do vratké rovnovážné polohy. V tomto smyslu např. stabilita tuhého tělesa v tíhovém poli závisí přímo úměrně na hmotnosti tělesa, nepřímo úměrně na výšce těžiště ve stálé poloze a přímo úměrně na výšce těžiště ve vratké poloze.
Jako míra stability jednoho tělesa (podložené těleso, zavěšené těleso, plovoucí těleso) se v některých případech namísto potenciální energie používá minimální moment síly, který je potřeba k tomu, aby těleso překlopil do polohy, ze které se již nevrátí dopolohy původní. V tomto smyslu stabilita tělesa v tíhovém poli závisí na vzdálenosti těžnice od nejbližší klopné hrany či od osy závěsu, kolem které se zavěšené těleso otáčí, v případě plovoucích těles na vzdálenosti těžnice a metacentra (tedy i na tvaru ponořené části, ovlivňující působiště vztlakových sil).
V podobném, ale zobecněném smyslu se hovoří o stabilitě letadla jakožto vlastnosti letadla udržovat stabilní polohu při letu.
Stejným způsobem jako u čistě mechanických soustav se stabilita rovnováhy charakterizuje i pro soustavy, ve kterých působí elektrické a magnetické síly. Je přitom nutno uvažovat potenciální energie v elektromagnetickém poli, tedy elektrickou práci při změně konfigurace soustavy nebo působících polí, resp. vznikající momenty elektrických a magnetických sil (viz magnetický moment).

## Stabilita termodynamické soustavy
Kritériem stability (stálosti termodynamické rovnováhy) termodynamické soustavy je vhodně zvolená termodynamická veličina, charakterizující v daných podmínkách termodynamickou rovnováhu. Podle těchto podmínek může takovou veličinou být entropie (při rovnovážných procesech neroste), ale zpravidla je to vhodný termodynamický potenciál:
- Pro izolované uzavřené termodynamické systémy (nekoná se objemová práce a neprobíhá tepelná ani látková výměna s okolím) je stabilní rovnovážný systém charakterizován minimem vnitřní energie.
- U systémů s tepelnou výměnou s okolím je situace složitější: 
  - Pro systémy, u kterých je udržována konstantní teplota (běžné fyzikálně-chemické systémy v termostatu nebo v přímém kontaktu s ohřívačem/chladičem) a nekoná se objemová práce a neprobíhá látková výměna s okolím, je stabilní rovnovážný systém charakterizován minimem volné energie.
  - Pro systémy, u kterých je udržována konstantní teplota a tlak (běžné fyzikálně-chemické systémy při atmosférickém tlaku v termostatu nebo v přímém kontaktu s ohřívačem/chladičem) a neprobíhá látková výměna s okolím, ale koná se objemová práce, je stabilní rovnovážný systém charakterizován minimem Gibbsovy energie.

Pro soustavy s probíhající látkovou výměnou je potřeba navíc uvažovat chemickou práci. Popis a zákonitosti ustálenosti takových soustav jsou předmětem teorie chemické rovnováhy.
Vhodné termodynamické potenciály lze definovat i pro soustavy, ve kterých působí elektrické a magnetické síly, tedy ve kterých se koná elektrická práce, nebo soustavy, ve kterých se koná práce na deformaci pevných těles.

## Stabilita živých soustav
Stabilita vnitřního prostředí živého organismu, případně obecnější stabilita společenství organismů v daném prostředí se nazývá homeostáze (biologická resp. ekologická homeostáze).

## Další významy
Stabilita, stabilnost, ustálenost, rovnovážnost nebo stálost vlastností závisí na kontextu:
- v přírodovědných a technických oborech, jako je optika, chemie, fyzika, elektrotechnika atd., jde o udržování určitých vlastností beze změny s časem,
- ve společenskovědních a ekonomických oborech, jako je lingvistika, politika, ekonomika apod. jde o stálost vazeb, které zajišťují udržitelnost systému.